# Ikke naken
Ikke naken (německy Die Farbe der Milch, anglicky The Color of Milk) je komediální norský film z roku 2004. Námět pochází z knihy Ikke naken, ikke kledt norské spisovatelky a režisérky Torun Lian.
Film získal v letech 2004 a 2005 několik ocenění, mj. na Berlínském filmovém festivalu.

## Děj
Podle dvanáctileté Selmy je láska ta nejhorší přírodní katastrofa. Její matka zemřela při porodu, podle Selmy smrtí z lásky. Selma chce zasvětit svůj život vědě a získat Nobelovu cenu, proto si s kamarádkami (Elin a Ingun) slíbily, že se nebudou zajímat o kluky. Během letních prázdnin tento slib vezme za své a její kamarádky vyrazí na lov kluků. Selma se setkává se spolužákem svého bratrance Karstenem ze Švédska, který na měsíc pomáhá dojit krávy na pastvině. Selmě připadá jiný než ostatní muži a položí jí záludnou otázku: Proč je mléko uvnitř černé? Andy, který je zamilovaný do Selmy jí pomáhá v jejím výzkumu a společně se snaží zjistit jakou barvu má mléko uvnitř.
Přesto dojde k rozkolu mezi Andym a Selmou, která, jak se zdá, jeho city neopětuje. Když Selma uvidí Karstena s někým jiným, zjistí, že se jí nakonec líbí Andy. Selma stále věří, že láska je největší ze všech přírodních katastrof, ale nakonec ta nejlepší.